# 本内尔河
本内尔河（英語：Penner River）是印度南部的一条河流，发源自卡纳塔克邦东南部班加罗尔附近的南迪山，向东流经安得拉邦，最后注入孟加拉湾。全长560公里。